# Коула, Толутау
Толутау Коула (англ. Toluta'u Koula, 6 июля 1970) — тонганский легкоатлет, выступавший в беге на короткие дистанции. Участник летних Олимпийских игр 1992, 1996 и 2000 годов.

## Биография
Толутау Коула родился 6 июля 1970 года.
В 1992 году вошёл в состав сборной Тонга на летних Олимпийских играх в Барселоне. Выступал в беге на 100 метров. В забеге 1/8 финала занял 6-е место среди 8 участников, показав результат 10,85 секунды и уступив 4 десятых попавшему в четвертьфинал с 3-го места Эммануэлю Туффуру из Ганы.
В 1996 году вошёл в состав сборной Тонга на летних Олимпийских играх в Атланте. Выступал в беге на 100 метров. В забеге 1/8 финала занял 8-е место среди 9 участников, показав результат 10,71 секунды и уступив 38 сотых попавшему в четвертьфинал с 4-го места Эцио Мадонии из Италии.
В 1997 году стал бронзовым призёром Южнотихоокеанских мини-игр в Паго-Паго в беге на 100 метров.
В 2000 году вошёл в состав сборной Тонга на летних Олимпийских играх в Сиднее. Выступал в беге на 100 метров. В забеге 1/8 финала занял последнее, 9-е место, показав результат 11,01 секунды и уступив 61 сотую попавшему в четвертьфинал с 4-го места Стефано Тилли из Италии.
Трижды участвовал в чемпионатах мира по лёгкой атлетике — в 1995 году в Гётеборге, в 1997 году в Афинах, в 1999 году в Севилье, — но нигде не вышел во второй раунд.
По состоянию на 2000 год выступал за австралийский клуб «Вестерн Сабёрбз» из Сиднея.

## Личные рекорды
- Бег на 60 метров — 7,03 (21 ноября 1998, Сидней)[4]
- Бег на 100 метров — 10,56 (1996)[6]